# 金融監督管理委員會保險局
金融監督管理委員會保險局（簡稱金管會保險局），為中華民國保險業的主管機關，並監督保險公司及市場，為金融監督管理委員會的所屬機關，由財政部保險司改制而成。

## 沿革
- 1981年，財政部成立金融司，下設「保險科」。
- 1991年，「財政部金融司」升格為財政部金融局，保險科升格為「財政部保險司」。
- 2004年，行政院金融監督管理委員會成立後改隸屬為其單位，更名為「行政院金融監督管理委員會保險局」。
- 2012年7月，更名為「金融監督管理委員會保險局」。

## 歷任首長
| 姓名   | 就任時間   | 卸任時間   |
| 局長   | 局長       | 局長       |
| ------ | ---------- | ---------- |
| 魏寶生 | 2004年7月  | 2005年3月  |
| 黃天牧 | 2005年3月  | 2012年8月  |
| 曾玉瓊 | 2012年8月  | 2015年4月  |
| 李滿治 | 2015年4月  | 2017年8月  |
| 吳桂茂 | 2017年8月  | 2018年12月 |
| 施瓊華 | 2018年12月 | 2024年7月  |
| 王麗惠 | 2024年7月  | 現任       |

## 組織
- 局長
  - 副局長
    - 主任秘書

行政組織
- 秘書室
- 人事室
- 主計室
- 政風室
- 財務監理組
- 綜合監理組
- 壽險監理組
- 產險監理組

## 外部連結
- 金管會保險局 （页面存档备份，存于）